# Bintaro (Ampenan)
Bintaro is een bestuurslaag in het regentschap Mataram van de provincie West-Nusa Tenggara, Indonesië. Bintaro telt 7449 inwoners (volkstelling 2010).